# Johann Heermann
Johann Heermann (Rudna, 11 de octubre de 1585-Leszno, 17 de febrero de 1647) fue un poeta, escritor de himnos y teólogo alemán. Es conmemorado en el calendario litúrgico luterano de la iglesia luterana el 26 de octubre junto con Philipp Nicolai y Paul Gerhardt.

## Vida
Heermann nació en Raudten (hoy Rudna) en Silesia, el cuarto hijo de una familia protestante de clase media. Ninguno de sus hermanos mayores habían sobrevivido más allá de la infancia, por lo que cuando de niño Heermann se puso muy enfermo, su madre rezó pidiendo que, si sobrevivía, ella pagaría para que él estudiara en la universidad. Asistió a la escuela local en Raudten, y cuando su maestro Johannes Baumann dejó la escuela para convertirse en el pastor local en 1597, los padres de Heermann lo llevaron a Wohlau, donde vivió y estudió con Jakob Fuchs, un médico y boticario. En la escuela de Wohlau fue instruido por Georg Gigas, hijo de Johann Gigas, compositor de dos himnos populares de la época. Después de un año cayó enfermo una vez más, y sus padres lo llevaron a casa. Después de recuperarse, regresó a la escuela de Raudten. En la casa de un profesor, Gregorius Fiebing, comenzó su primera poesía a la edad de diecisiete años.
En 1602, se trasladó a Fraustadt, donde vivió y trabajó con el teólogo Valerius Herberger, quien lo empleó como amanuense y tutor de su hijo Zacharias. Aquí, las destrezas de Heermann como poeta fueron reconocidas y alentadas. A pesar de la influencia de Herberger, permaneció tan sólo un año en Fraustadt, trasladándose a estudiar en el Gymnasium Elisabethanum de Breslau, después al gymnasium de Brieg en otoño de 1604, donde tuvo la oportunidad de dar discursos y recitar su poesía.
Decidió ir a la universidad en 1607, pero fue persuadido por su patrón, Wenzel von Rothkirch, para quedarse con él, enseñando a sus dos hijos y acompañándolos en un viaje por Europa. Heermann accedió, utilizando su tiempo libre para estudiar en la biblioteca ducal y en la del rector de la universidad. También consiguió publicar pequeñas colecciones de discursos y poemas, y estuvo en contacto con Matthäus Zuber, un poeta con talento que también se había convertido en poeta laureado. Heermann, también aspiraba a esto, logró ser un poeta laureado el 8 de octubre de 1608 en Brieg.
Alrededor de la Pascua de 1609 viajó a través de Leipzig y Jena hacia Estrasburgo, donde se matriculó en la universidad, donde pudo asistir a clases de teología y conocer los profesores de retórica y derecho. Al año siguiente, contrajo una infección en los ojos tras la publicación de un libro de epigramas, y regresó a su casa por consejo médico. Tuvo de regreso a casa un viaje de pesadilla, llegando incluso menos sano que cuando se fue. Poco después de su regreso fue ordenado y designado diácono para la congregación luterana de Kobén (hoy en día Chobienia, Polonia), donde el pastor titular era viejo y con problemas de salud. Él comenzó a trabajar el día de la Ascensión de 1611, y unos días después el pastor murió, Así pues Heermann asumió sus funciones con carácter temporal, a pesar de haber estado sólo allí durante una semana. Él quedó a cargo permanente ese mismo otoño, y también se casó con Dorothea Feige, la hija del alcalde de Raudten. Después de un exitoso comienzo de su carrera en Kobén, la peste llegó en 1613 y después en 1616 un incendio arrasó la ciudad. Además Dorothea, la esposa de Heermann, murió sin descendencia el 13 de septiembre de 1617. Se casó de nuevo en 1618 con Anna Teichmann, hija de un comerciante; con quien tuvo cuatro hijos: Samuel, Euphrosina, Johann y Ephraim.
Heermann enfermó de nuevo en 1623 y nunca se recuperó, su nariz y vías respiratorias se habían infectado. Los efectos de la Guerra de los Treinta Años golpearon poco tiempo después. Kobén fue saqueada por las tropas católicas en 1632, 1633, 1634 y 1642. Heermann perdió sus posesiones materiales en varias ocasiones. En 1634 su enfermedad le impidió por completo continuar predicando y ya no volvió a leer sus sermones en la iglesia. Por consejo médico se trasladó a través de la frontera con Polonia a Leszno, donde murió el 17 de febrero de 1647.

## Obra
Se han conservado más de 500 textos de la producción de Heermann. Comenzó a escribir poesía en latín, con su Flores ex Otfridi Evangeliorum vireto que fue publicado en 1609. Los poemas contenidos en esta colección son poemas en latín basados en pasajes de los Evangelios, pero por cada poema en latín, añadía uno o dos versos de poesía en alemán, mostrando que Heermann tenía deseo de escribir también poesía en alemán. Asimismo, obras posteriores siguieron la tradición de versificar pasajes de los Evangelios, como:
- Andächtiger Kirchenseuftzer, 1616.
- Exercitium pietatis, 1630, versión revisada de Flores.
- Verbessertes Schliessglöcklein, 1632 versión revisada de Kirchenseuftzer.
- Sontags -und Fest- Evangelia, 1636.

El impulso para este proceso de revisión venía dado por el Buch von der deutschen Poeterey escrito por Martin Opitz en 1624, que actuaba tanto como defensa de la poesía alemana y proporcionaba una serie de directrices sobre cómo debería estar compuesta la poesía en alemán. Johann Heermann puede ser considerado como uno de los primeros poetas alemanes que escribió de acuerdo con las normas establecidas en el tracto de Opitz.
Además de poesía basada en los Evangelios, Heermann también escribió poesía influida por obras de literatura devocional, especialmente las de Valerius Herberger, Martin Moller y Johann Arndt. Estas obras fueron a menudo ellas mismas influenciados por principios, previos a los textos de la Reforma protestante de los Padres de la Iglesia, especialmente Bernardo de Claraval, Agustín de Hipona y Anselmo de Canterbury. La obra más influyente de Heermann de poesía devocional fue Devoti musica cordis de 1630, "música para un corazón devoto". En ella combinaba himnos basados en textos de los Padres de la Iglesia y de escritores como Moller, con himnos compuestos por el propio Heermann. Además de obras de poesía, también publicó colecciones de sermones.
Himnos de Devoti musica cordis
- "Was willst du dich betrüben"
- "O Jesu Christe, wahres Licht"
- "Herzliebster Jesu, was hast du verbrochen"
- "O Gott, du frommer Gott"
- "Herr, unser Gott, lass nicht zuschanden werden"
- "Jesu, deine tiefen Wunden"

### Cantatas
Johann Sebastian Bach utilizó textos de Heermann como base para catorce de sus cantatas:
- Wo soll ich fliehen hin, BWV 5
- Meine Seufzer, meine Tränen, BWV 13
- Ein ungefärbt Gemüte, BWV 24
- Es ist nichts Gesundes an meinem Leibe, BWV 25
- Es ist dir gesagt, Mensch, was gut ist, BWV 45
- Gott ist mein König, BWV 71
- Was soll ich aus dir machen, Ephraim, BWV 89
- Herr, deine Augen sehen nach dem Glauben, BWV 102
- Was willst du dich betrüben, BWV 107
- Erforsche mich, Gott, und erfahre mein Herz, BWV 136
- Bringet dem Herrn Ehre seines Namens, BWV 148
- Nur jedem das Seine, BWV 163
- Höchsterwünschtes Freudenfest, BWV 194
- Mein Herze schwimmt im Blut, BWV 199

Asimismo, Bach empleó su coral "Herzliebster Jesu, was hast du verbrochen" en su Pasión según San Mateo, BWV 244.